# Dolichostethus levis
Dolichostethus levis är en skalbaggsart som beskrevs av Oliver Erichson Janson 1877. Dolichostethus levis ingår i släktet Dolichostethus och familjen Cetoniidae. Inga underarter finns listade i Catalogue of Life.